# Tate-Morde

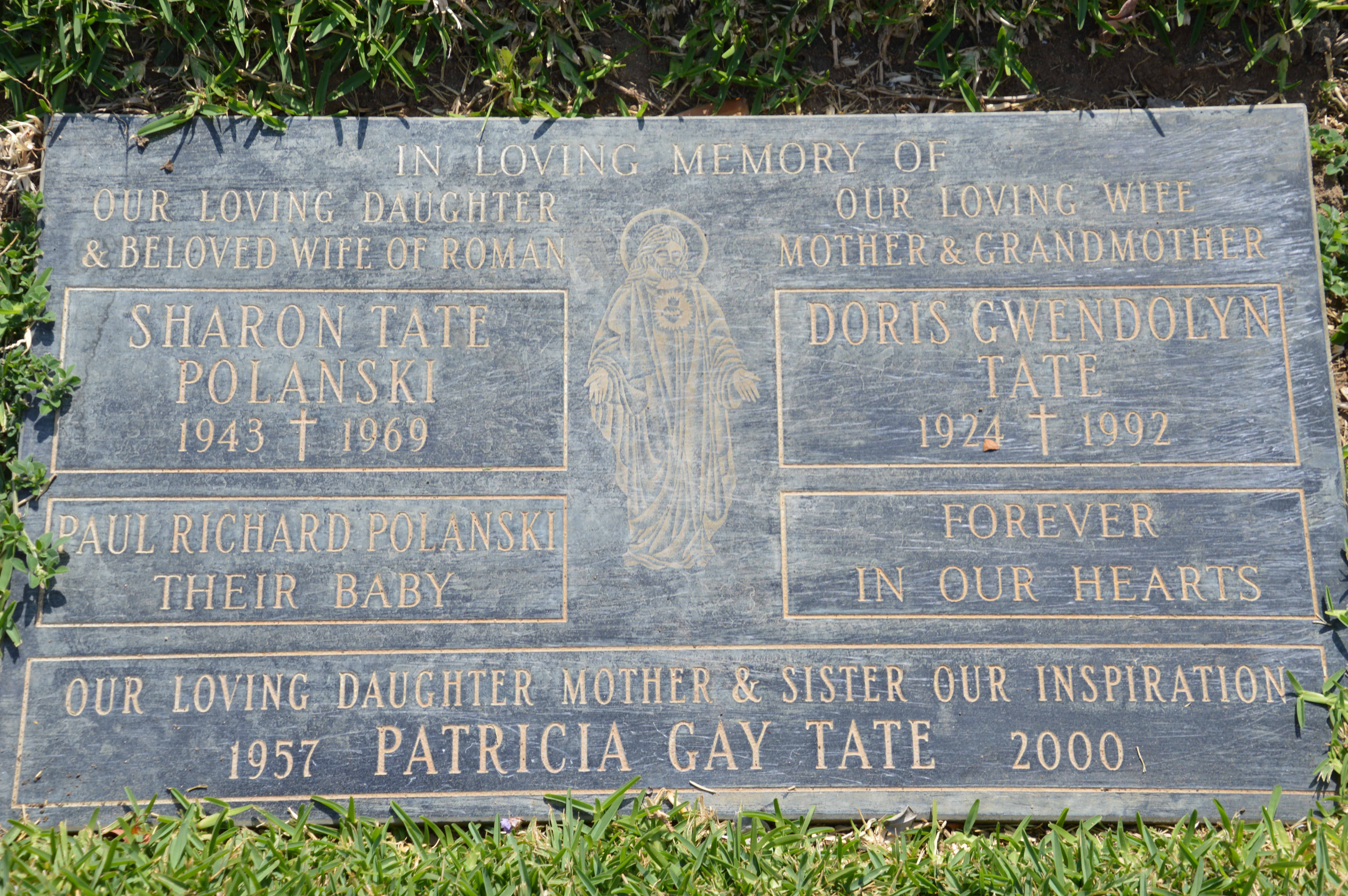
Grab von Sharon Tate und ihrem ungeborenen Sohn Paul Richard Polański auf dem Holy Cross Cemetery in Culver City

Die Tate-Morde waren ein Mehrfachmord, der in der Nacht vom 8. auf den 9. August 1969 auf dem Anwesen am 10050 Cielo Drive in Los Angeles verübt wurde. Dabei wurden die hochschwangere Schauspielerin Sharon Tate, ihr ungeborener Sohn sowie Jay Sebring, Wojciech Frykowski, Abigail Folger und Steven Parent von Mitgliedern der Manson Family getötet, die im Auftrag von Charles Manson handelten.
Einen Tag später, am 10. August 1969, verübten Mitglieder der Manson Family den Doppelmord an dem Unternehmerehepaar Leno und Rosemary LaBianca, weshalb häufig auch von den Tate-LaBianca-Morden die Rede ist.
Die brutale Vorgehensweise der Täter und die Prominenz der Opfer trugen dazu bei, dass die Tate-Morde weltweit für Schlagzeilen und nachhaltiges Entsetzen in der US-Bevölkerung sorgten.

## Ablauf der Tat

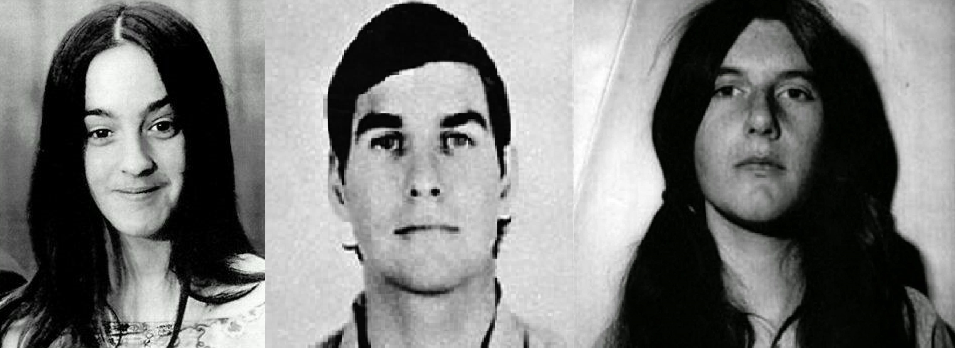
Susan Atkins, Charles Watson, Patricia Krenwinkel 1971

Die zum Tatzeitpunkt 26-jährige und im 9. Monat schwangere Schauspielerin Sharon Tate kehrte am späten Abend des 8. August 1969 mit ihren Freunden Jay Sebring, Wojciech Frykowski und Abigail Folger nach einem Abendessen im mexikanischen Restaurant El Coyote in ihr Wohnhaus zurück. Das Anwesen am 10050 Cielo Drive in Los Angeles war vom Besitzer Rudolph Altobelli an Roman Polański und dessen Ehefrau Sharon Tate vermietet worden, nachdem der vorherige Mieter Terry Melcher 1969 nach Malibu gezogen war. Roman Polański hielt sich zu diesem Zeitpunkt für Dreharbeiten in London auf. Seine Heimkehr war für den 12. August 1969 geplant.
Ebenfalls am späten Abend schickte Manson vier Mitglieder seiner Gruppe – Susan Atkins, Linda Kasabian, Patricia Krenwinkel und Charles Watson – vom Wohnsitz der Gruppe, der Spahn Movie Ranch, zum Haus Cielo Drive 10050. Die spätere Kronzeugin Kasabian sagte aus, Manson habe sie angewiesen, Kleidung zum Wechseln, ein Messer und ihren Führerschein mitzunehmen. Sie solle sich „Tex“ (Charles Watson) anschließen und seinen Anweisungen folgen. Die Zeit für „Helter Skelter“, den von ihm vorhergesagten Krieg der Rassen, sei nun gekommen. Sie stieg mit ihren Mittätern in ein Auto. Watson übernahm das Steuer. Bei der Abfahrt sagte Manson zu den Frauen, sie sollten „etwas Hexenhaftes“ (something witchy) tun. Gegen Mitternacht erreichte die Gruppe das Tor zum Anwesen. Nachdem Watson die Telefonleitung zum Grundstück durchtrennt hatte, wurde der Wagen weiter unten am Hang geparkt. Die Täter kehrten zu Fuß zum Anwesen zurück und kletterten rechts neben dem Tor über den Zaun. Als sie – mit einem Revolver Kaliber .22 aus Mansons Besitz und drei Messern bewaffnet – die Einfahrt zum Haupthaus hinaufgingen, kam ihnen der 18 Jahre alte Steven Parent mit seinem Auto entgegen, der an diesem Abend den Hausmeister des Anwesens, William Garretson, besucht hatte. Laut Kasabian, die später die Ereignisse in der Mordnacht vor Gericht schilderte, wurde Parent durch das geöffnete Fahrerfenster von Watson erschossen. Bei der Obduktion seiner Leiche wurden vier Schussverletzungen und eine Abwehrschnittwunde an der linken Hand festgestellt. Garretson, der in einem Nebengebäude auf dem Anwesen wohnte, sagte später bei seiner polizeilichen Vernehmung aus, dass er Musik gehört und nichts vom Tatgeschehen mitbekommen habe. Ein Lügendetektortest bestätigte den Wahrheitsgehalt seiner Aussage.
Atkins, Krenwinkel und Watson brachen über ein Fenster in das Haupthaus ein, während die im neunten Monat schwangere Kasabian nach eigener Aussage wartend in der Einfahrt zurückblieb. Im Haus trieben die Täter Tate und ihre Gäste im Wohnzimmer zusammen und fesselten sie. Watson befahl den Opfern, sich bäuchlings auf den Boden zu legen. Auf Sebring wurde einmal geschossen und siebenmal eingestochen, woraufhin er verblutete. Trotz ihrer bereits erlittenen Stichverletzungen gelang Folger und Frykowski die Flucht bis auf den Rasen vor dem Haus, wo sie von Watson und Krenwinkel eingeholt wurden. Kasabian sagte aus, dass sie beobachtet habe, wie Watson mehrfach auf Frykowski eingestochen und ihn mit dem Revolver geschlagen habe; Krenwinkel habe auf Folger eingestochen. Die Obduktion ihrer Leichen ergab, dass Frykowski 13 Hiebe auf den Kopf und 51 Stichverletzungen erlitten hatte. Folger waren 28 Stichwunden zugefügt worden. Sharon Tate wurde mit 16 Messerstichen getötet. Laut dem Gerichtsmediziner, der Tates Leiche später obduzierte, war das ungeborene Baby nicht von den Messerstichen verletzt worden und hätte durch einen Notkaiserschnitt gerettet werden können, wenn rechtzeitig Hilfe vor Ort gewesen wäre. Beim Verlassen des Hauses schrieb Atkins das Wort „PIG“ (Schwein) mit Tates Blut an die Haustür.
Auf der Wegfahrt vom Tatort zogen sich die Täter im Fahrzeug um und warfen die Tatkleidung während der Fahrt aus dem Fenster, ebenso die benutzten Messer und den Revolver. Der Revolver wurde in Sherman Oaks, unweit des Tatortes, am 1. September von einem Kind namens Steve Weiss gefunden. Dadurch gelangte die Polizei schnell in den Besitz der Tatwaffe, zunächst jedoch, ohne dies zu erkennen. Später wurden nach einer Rekonstruktion der Flucht weggeworfene Kleidungsstücke an einem Abhang neben einer Straße aufgefunden. Dabei handelte es sich um Tatkleidung, die teilweise noch Blut der Opfer trug.
Bei Rückkehr auf die „Spahn Movie Ranch“ wurden die Täter von Manson erwartet. Dieser befragte sie, ob sie Reue verspürten, was sie verneinten. Manson wies sie an, mit niemandem über die Tat zu sprechen, und schickte sie schlafen.

## Nach der Tat
Am folgenden Morgen betrat die Haushälterin Winifred Chapman das Haus durch eine Hintertür und erblickte auf dem Rasen die Leichen von Frykowski und Folger. Sie rannte zu den Nachbarn, welche die Polizei alarmierten.
Am 10. August 1969 verübte die Manson Family, dieses Mal unter Beteiligung von Leslie Van Houten, den Doppelmord an dem Unternehmerehepaar Leno und Rosemary LaBianca in ihrem Haus in Los Feliz, Los Angeles.
Als Polański von der Ermordung seiner Frau erfuhr, kehrte er sofort nach Los Angeles zurück. In einem demonstrativen Akt der Verzweiflung gestattete er Fotoreportern der Zeitschrift Life den Zugang zu den blutverschmierten Räumen seines Hauses und gab der Presse ein umfangreiches Statement zu der Gräueltat.

## Festnahmen
Am 16. August 1969 erfolgte im Rahmen der polizeilichen Ermittlungen zu verschiedenen Delikten wie Diebstahl und Brandstiftung eine Razzia auf der Spahn Movie Ranch in der Nähe von Chatsworth im kalifornischen San Fernando Valley, bei der mehrere Mitglieder der Manson Family verhaftet wurden. Im Oktober 1969 wurden weitere Mitglieder der Manson Family, darunter ihr damals 34-jähriger, vorbestrafter Anführer Charles Manson sowie Susan Atkins und Patricia Krenwinkel, während einer drei Tage andauernden Razzia auf der Barker Ranch im Death Valley festgenommen. Am 6. November 1969 gestand Atkins gegenüber einer Gefängnismitinsassin, gemeinsam mit drei weiteren Mitgliedern der Manson Family die Tate-Morde begangen und dabei nach Charles Mansons Anweisungen gehandelt zu haben. Dazu belastete sie sich in mehreren Briefen selbst. Ein Mitglied der Family sagte ferner aus, dass Atkins ihr gegenüber Täterwissen offenbart habe.

## Mögliche Motive
In zahlreichen Büchern über Dennis Wilson und Terry Melcher wird auch dem Mord an Sharon Tate ein eigenes Kapitel gewidmet. Wilson, Mitglied der Band The Beach Boys, war 1968 kurzzeitig mit Manson befreundet, als dieser noch die Ambition hatte, als Musiker erfolgreich zu sein. Wilson nahm mit Manson ein Achtspur-Demoband auf und machte ihn mit Melcher bekannt, den er bei einer Party in Melchers Haus kennengelernt hatte. Melcher hörte sich Mansons Demoband an, lehnte es aber ab. Einige Zeit später zog Melcher aus dem Haus am Cielo Drive aus und der Besitzer Rudi Altobelli vermietete es an Polański und Tate. Einige Monate später geschahen die Morde.
Die Vermutung, dass es sich um eine Verwechslung handelte und der Mordanschlag eigentlich Melcher galt, konnte weder belegt noch eindeutig widerlegt werden. Allerdings gibt es Anhaltspunkte dafür, dass Manson sehr wohl wusste, dass Melcher nicht mehr in dem Haus wohnte – er war laut den Aussagen von Altobelli und des Fotografen Sharok Hatami am Tag vor Polańskis Abreise nach London auf dem Grundstück und wurde dort abgewiesen. Als wahrscheinlich gilt, dass es ihm letztlich egal war, wer die Mordopfer waren, und dass er das Haus wegen der abgelegenen Lage und der prominenten Bewohner ausgewählt hatte, deren Tod mit Sicherheit für Aufsehen sorgen würde. Staatsanwalt Vincent Bugliosi vertrat die Ansicht, dass die Bewohner des Hauses für Manson stellvertretend für die glamouröse, etablierte Künstlerszene standen, von der er sich zurückgewiesen fühlte.

## Reaktionen
Der Mord an Tate beziehungsweise der Fall Manson wurde jahrelang in der Presse behandelt und diskutiert. Manson und seine Anhänger wurden 1970 zum Tode verurteilt. Anfang 1972 wurde die Todesstrafe in Kalifornien vorübergehend abgeschafft, so dass alle Urteile in lebenslange Freiheitsstrafen umgewandelt wurden. Familienangehörige von Tate prozessierten jahrelang für eine Hinrichtung von Manson und seiner Kommune. Manson erhielt über Jahrzehnte Verehrungsschreiben aus aller Welt. Auch über seinen Tod im Jahr 2017 hinaus wird er von Anhängern des Nazismus und des Satanismus glorifiziert.
Manson selbst war indes nicht aktiv an den Tate-Morden beteiligt. Seine Beteiligung und Verursacherrolle bestand darin, dass er seinen ergebensten Mitgliedern des um ihn entstandenen Personenkults den Auftrag erteilte, alles zu tun, was Watson ihnen sagen würde. Watson wiederum hatte alle Instruktionen von Manson erhalten. Er hatte einen Befehl auszuführen, in dem es keinen anderen Handlungsspielraum gab, als ein grausames Verbrechen zu verüben, um dem Establishment, das Manson als Musiker und Person zurückgewiesen hatte, Angst einzuflößen und Helter Skelter, seine Utopie vom letzten Kampf Armageddon, zu starten. Seine bizarren Vorstellungen wurden in dem Buch Helter Skelter von Bugliosi, dem Staatsanwalt, der den Fall später vor Gericht vertrat, dargestellt.
Ein Jahrzehnt nach den Morden schloss sich Tates Mutter Doris Tate – entsetzt über den wachsenden Kultstatus der Mörder und beängstigt von der Möglichkeit, dass einige von ihnen begnadigt werden könnten – einer Kampagne an, um sicherzustellen, dass sie im Gefängnis blieben. Ihre Entschlossenheit, die öffentliche Aufmerksamkeit auf die Unzulänglichkeiten der erzieherischen Strafmaßnahmen des Staates zu richten, und ihre Kritik daran waren unter anderem der Auslöser für die Änderungen im Strafgesetz Kaliforniens 1982. Diese Änderungen machten es Verbrechensopfern und deren Familien möglich, sogenannte Victim Impact Statements während der Gerichtsverhandlungen von Häftlingen und bei nachfolgenden Anhörungen über Hafturlaub abzugeben. Doris Tate war der erste Mensch, der solch ein Statement unter dem neuen Gesetz abgab, als sie bei der Anhörung über den Hafturlaub einer der Mörder ihrer Tochter, Watson, aussagte. Sie sagte später, dass sie glaube, die Änderungen im Gesetz hätten ihrer Tochter die Würde zurückgegeben, die ihr zuvor verwehrt geblieben sei, und dass es ihr gelungen sei, „Sharons Vermächtnis als Mordopfer in ein Symbol für Opferrechte umzuwandeln“. 
Nach dem Tod von Doris Tate im Juli 1992 führte Sharons jüngere Schwester Patricia die Arbeit ihrer Mutter bis zu ihrem eigenen Tod im Juni 2000 weiter. Tates Schwester Debra Ann Tate wacht seitdem über das Vermächtnis ihrer Familie und betreibt eine Website zum Gedächtnis an ihre Schwester. Vor Bewährungskommissionen vertritt sie seit 1998 die Interessen der Familie Tate. Sie nahm seither an allen Sitzungen der Bewährungkommissionen teil und sprach sich gegen eine Strafaussetzung der noch lebenden Mitglieder der Manson-Family aus.
Tates ungeborenes Kind bekam postum den Namen Paul Richard Polański. Es wurde in den Armen seiner Mutter auf dem Holy Cross Cemetery, in Culver City, Kalifornien beigesetzt.

## Weitere Nutzung des Anwesens
siehe Hauptartikel →10050 Cielo Drive

Das Tatobjekt 10050 Cielo Drive wurde in der Folgezeit mehrmals verkauft und vermietet. Der Eigentümer zur Tatzeit, Rudolph Altobelli, erregte Aufsehen, als er von Polański und Sharon Tates Familie Schadenersatz für den Ansehens- und Wertverlust seines Hauses forderte, der sich auf 480.000 US-Dollar für den Wertverlust und 300 US-Dollar für die seelische Belastung belief. Von 1992 bis 1994 hatte es der Musiker Trent Reznor gemietet und darin sein „Pig“-Aufnahmestudio eingerichtet, das er bereits 1993 wieder aufgab. Er war der letzte bekannte Nutzer des Gebäudes. Der Eigentümer Alvin Weintraub ließ es anschließend einschließlich aller Nebengebäude abreißen und restlos entfernen. Es wurde durch ein neues Gebäude ersetzt und die Hausnummer auf Weintraubs Betreiben zu 10066 geändert. Weintraub erklärte: „Wir haben uns große Mühe gegeben, das alles loszuwerden. Es gibt dort kein Haus, keine Erde und keinen Grashalm, der auch nur entfernt mit Sharon Tate in Verbindung steht.“